# Rupert Stamm

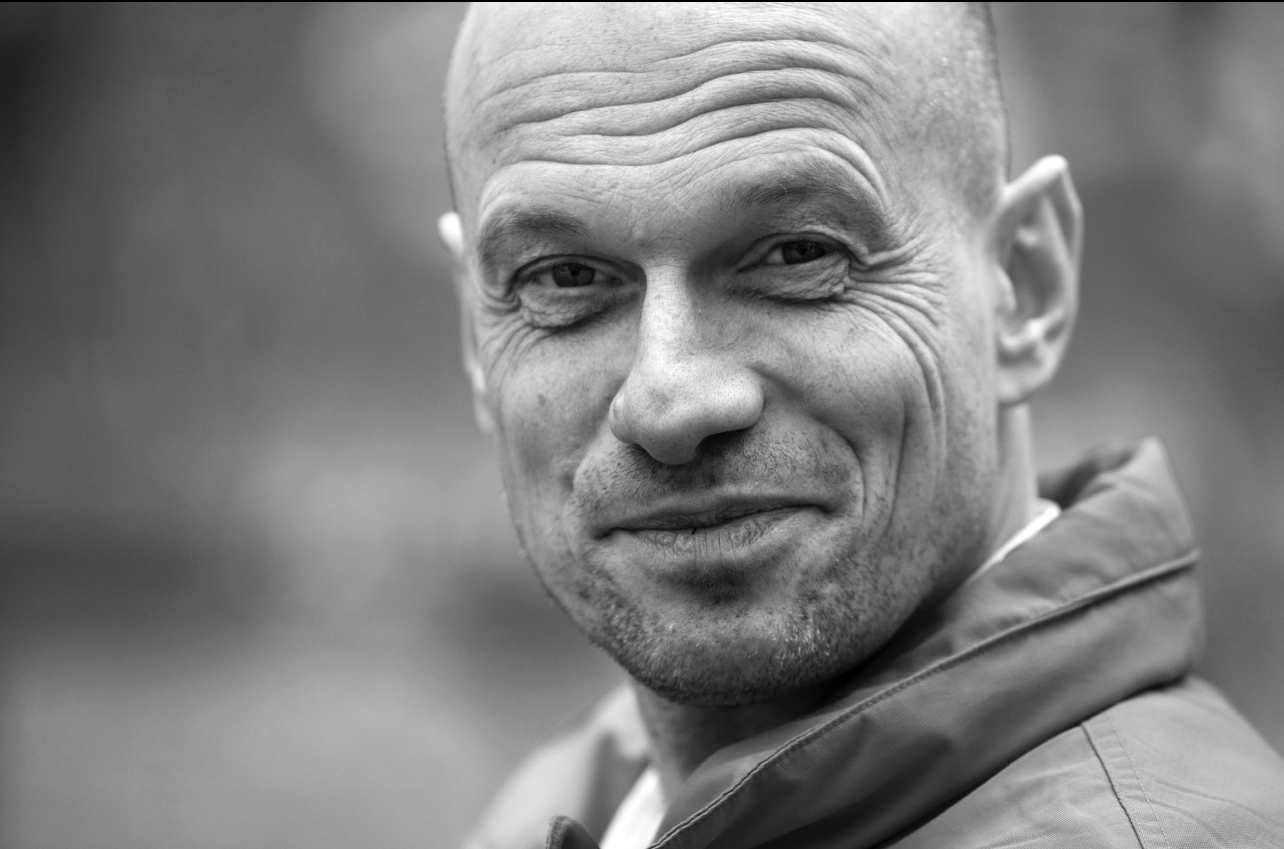
Rupert Stamm (2013)

Rupert Stamm (* 8. Oktober 1963; † 23. November 2014) war ein deutscher Jazzmusiker (Vibraphon, Marimba, Perkussion).

## Leben und Wirken
Stamm studierte an der Akademie für Tonkunst in Darmstadt und Vibraphon bei David Friedman an der Hochschule der Künste in Berlin.
1991 gründete er mit Jochen Krämer die Gruppe Zabriskie Point, mit der er bei Festivals und im Rundfunk auftrat und fünf Alben einspielte. Zur Band gehörten im Laufe von fast zwei Jahrzehnten Matthias Bergmann, Kai Brückner, André Nendza, Sebastian Gramss, Jörg Kaufmann, Christian Kögel, Robert Landfermann, Oliver Leicht, Daniel Mattar, Alexander Morsey, Werner Neumann, Christoph Hillmann, Angelika Niescier, Joscha Oetz, Sebastian Räther, Stefan Scheib, Michael Schiefel, Kristiina Tuomi, Claudius Valk, Felix Wahnschaffe, Konstantin Wienstroer und Frank Wingold.
Am Romanischen Sommer Köln 2005 beteiligte Stamm sich mit dem Projekt Xylon für vier Marimbaphone und Flügelhorn (mit Tom van der Geld, Taiko Saitō, Franz Bauer sowie Klaus Osterloh). Zwei Stücke aus diesem Zyklus interpretierte 2021 die Berlin Mallet Group auf ihrem Album Sogni D’oro.
Weiter spielte Stamm im Duo mit dem Klarinettisten François de Ribaupierre, seit 2008 auch im Duo mit der Pianistin Laia Genc und im Duo mit seiner Instrumentalkollegin Taiko Saitō. Im Herbst 2013 konzertierte Stamm im Duo mit Michael Schiefel in Krefeld.
2013 entstanden im Sommer Solo-Aufnahmen, die erst 2024 postum veröffentlicht wurden. Mit dem Projekt Carambolages (François de Ribaupierre, Uli Schwab) konzertierte Stamm 2014 beim Elbjazz-Festival in Hamburg. Im selben Jahr spielte er ein Konzert mit Julia Hülsmann und François de Ribaupierre in Moers.
Stamm verstarb im Alter von 51 Jahren.

## Diskografie
- Zabriskie Point: Go for It (ZeroZero 1993)
- Zabriskie Point: Vibrazone (Drops 1995)
- Zabriskie Point: Wild at Heart (ZeroZero 1998, mit Andreas Walter, Jochen Krämer, Christian Kögel, Danda Cordes)
- Zabriskie Point: Mantra (ZeroZero 2003, mit Daniel Mattar, Jochen Krämer, Johannes Gunkel)
- Zabriskie Point: Weepsleepdream (2006, mit Kristiina Tuomi, Johannes Gunkel, Jochen Krämer, Christof Thewes)
- Mokoton: Mokoton (ZeroZero 2007, mit Taiko Saito)[12]
- Zabriskie Point: Live in Ratzeburg (2009, mit Angelika Niescier, Johannes Gunkel)
- Volker Jaekel, Louis Sclavis, Uli Moritz, Aki Takase, Rupert Stamm, Christof Lauer: Jazz&Beyond (Jazzwerkstatt 2012)[13]
- Duo Stamm/De Ribaupierre: Live at Loft Köln 2012[14]
- Rupert Stamm & François de Ribaupierre: Zwei (Jazzsick Records 2013)[15]
- Schumann Liederkreis Op. 39 (2020, mit Cordula Stepp, François de Ribaupierre, Wollie Kaiser, Christian Kögel, Johannes Gunkel)
- Somewhere (Jazzsick Records 2024)[9]

als Sideman (Auswahl)
- Lisa Wahlandt Meets Mulo Francel: Bosso Nova Affair (Edition Collage 2002, mit DD Lowka, Andreas Hinterseher, Robert Wolf)[16]
- Robert Wolf: Velvet Night (GLM Music 2006, mit Mulo Francel, Paquito D’Rivera, Andreas Hinterseher, DD Lowka, Fany Kammerlander, Richard Galliano, Robert Kainar, Wolfgang Lohmeier u. a.)[17]
- Dimitris Pantelias Group: The Room Upstairs (Mr.D. Music, 2007, mit Uli Brodersen, Sascha Delbrouck, Roland Höppner)